# Edvin Jurisevic

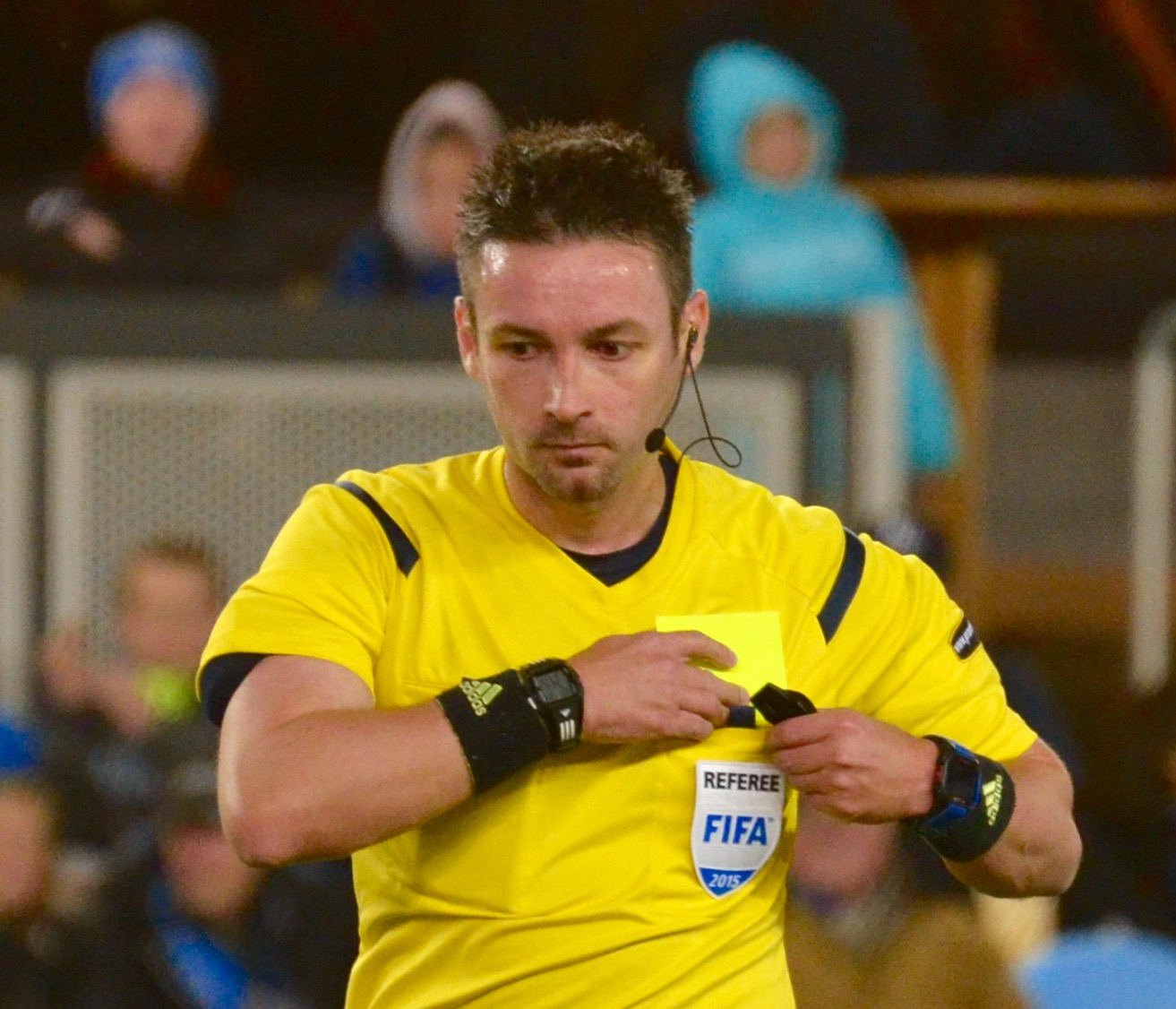
Edvin Jurisevic (2015)

Edvin Jurisevic (auch Edvin Jurišević; * 7. Juni 1975 in Rijeka, SR Kroatien, SFR Jugoslawien) ist ein US-amerikanischer Fußballschiedsrichter.
Jurisevic wurde in Jugoslawien geboren und kam als Austauschstudent in die USA. In seiner Karriere leitete er über 100 Partien in der Major League Soccer (MLS).
Am 9. November 2013 leitete Jurisevic das Finale der North American Soccer League 2013 zwischen den Atlanta Silverbacks und New York Cosmos (0:1).
Ab 2010 stand er auf der Liste der FIFA-Schiedsrichter, seit 2021 ausschließlich als Videoschiedsrichter.
Beim olympischen Fußballturnier 2020 in Tokio, beim CONCACAF Gold Cup 2021 sowie beim CONCACAF Gold Cup 2023 wurde Jurisevic als Videoschiedsrichter eingesetzt.